# Trimithoúsa Chrysochoús
Trimithoúsa (grec moderne : Τριμιθούσα) est un village de Chypre de plus de 0 habitants.